# Acanthomyrmex mizunoi
Acanthomyrmex mizunoi (лат.) — вид муравьёв (Formicidae) рода Acanthomyrmex из подсемейства Myrmicinae. Встречаются в Юго-Восточной Азии: Таиланд (провинции Чианграй, Накхоннайок и Накхонратчасима). Назван в честь Riou Mizuno (Университет Кагава, Япония), который нашёл эргатоидную матку этого вида и передал другие образцы, собранные в провинции Чианграй.

## Описание
Мелкие муравьи (менее 5 мм) с большеголовыми солдатами (крупными рабочими). Тело желтовато- иди красновато-коричневое; стебелёк и брюшко до буровато-чёрного. От близких видов отличается следующими признаками: передняя половина головы без борозд; постпетиоль явно короче высоты, с выпуклым дорсальным контуром; первый брюшной тергит густо покрыт очень короткими прижатыми волосками; дорсальные и латеральные поверхности бёдер без прямых волосков. Дорсум головы с заметной альвеолярной скульптурой. Петиоль без длинных шипиков, но на переднеспинке рабочих два длинных шипа. Кроме обычных маток обнаружены эргатоидные бескрылые матки. Они похожи на крупных рабочих (солдат) по строению, скульптуре, окраске и волосистости, но имеют следующие отличия: относительно меньший размер (HW 1,95—2,01 мм у эргатоидной матки, 2,05—2,28 мм у крупного рабочего); срединный оцеллий присутствует; боковые оцеллии отсутствуют; цвет тела бледнее, чем у крупных рабочих. У самцов тело тёмно-коричневое, но вершина усиков, ноги и брюшко красновато-коричневые; крылья светло-коричневые.

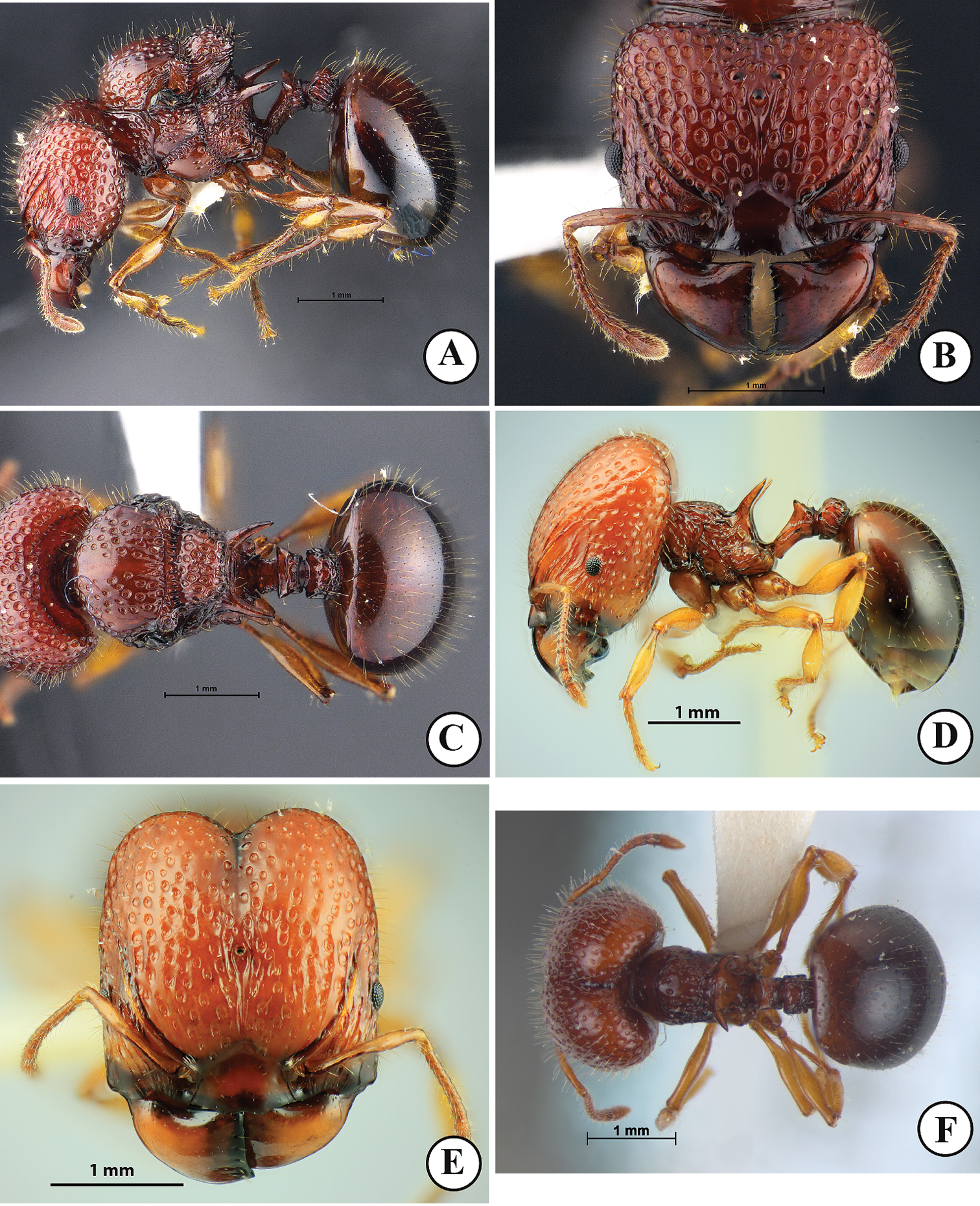
Матка (A, B, C) и эргатоидная самка
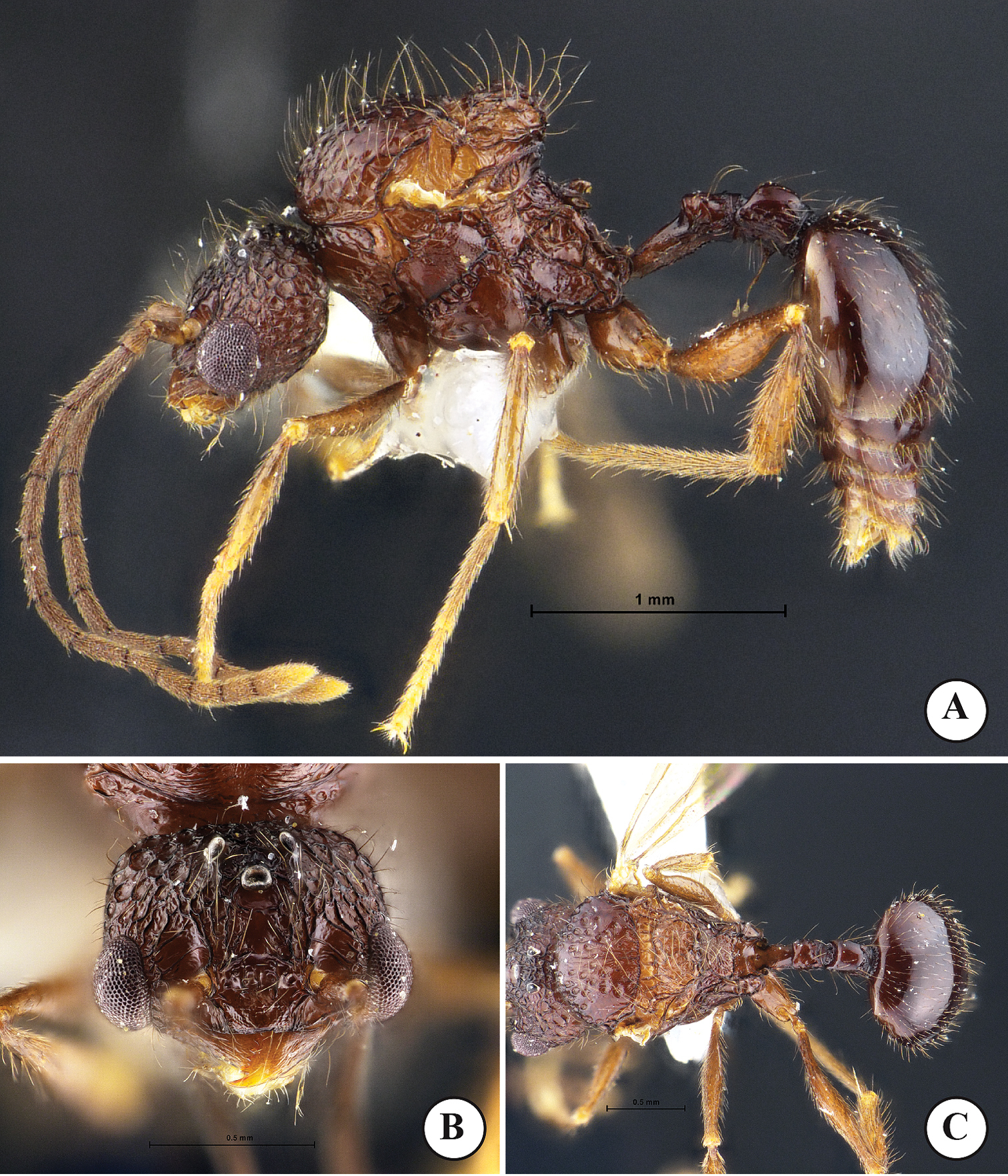
Самец